# Bhavania australis
Bhavania australis är en fiskart som först beskrevs av Jerdon, 1849.  Bhavania australis ingår i släktet Bhavania och familjen grönlingsfiskar. IUCN kategoriserar arten globalt som livskraftig. Inga underarter finns listade.